# Kerċem
Kerċem (forma estesa maltese Ta' Kerċem, in italiano storicamente anche Chercem) è un comune di Malta con una popolazione di 1.796 persone (2019), sull'isola di Gozo

## Geografia
Il villaggio di Kerċem si trova a sud-ovest di Victoria, si estende tra la pittoresca Valle di Lunzjata, le verdi colline di Tal-Mixta, Għar Ilma e Ta 'Dbieġi e fino allo stagno di Għadira ta' San Rafflu e le scogliere di Xlendi.

## Storia
Le scoperte archeologiche dimostrano che l'area di Kerċem era abitata già nella fase di Għar Dalam (5.000-4.500 aC). I bagni romani e un cimitero paleo-cristiano a Għar Għerduf, citati dallo storico gozitano Giovanni Pietro Francesco Agius de Soldanis come catacombe romane, sono anche significative scoperte. Tuttavia, fino ad oggi, questi siti storici non sono accessibili al pubblico.
Ta 'Kerċem si è evoluta in una comunità di villaggi nel tardo Medioevo, attorno ad un'antica cappella dedicata a Papa Gregorio Magno costruita intorno al 1581. Il sito ha guadagnato importanza storica grazie alla tradizionale processione di San Gregorio annuale dalla cappella dedicata al santo sita a Għar Għerduf alla cattedrale del capoluogo dell'isola Victoria, nella festa del santo, cioè il 12 marzo. La cappella, tuttavia, è stata sostituita dalla attuale chiesa parrocchiale nel 1851, che a sua volta è stata ampliata più tardi tra il 1906 e il 1910. Ta 'Kercem è stata elevata a parrocchia distinta il 10 marzo 1885 dal vescovo Pietro Pace. La chiesa parrocchiale di Ta 'Kercem è l'unica chiesa di Gozo dedicata congiuntamente a due santi. Come detto in precedenza, è stata tradizionalmente dedicata a Papa San Gregorio, ma, a partire dal 17 agosto 1885, la chiesa è stata inoltre dedicata alla Madonna del Perpetuo Aiuto.
Il villaggio di Ta 'Kerċem ha una popolazione di circa 1800 persone. Le attività culturali includono la fiera annuale di Għadira, che è una tradizionale fiera familiare nella zona di campagna di San Rafflu. Il borgo di Santa Luċija, Gozo, sebbene in sé incorporato all'interno di Ta' Kerċem, resta distinto dalla sua piazza della chiesa rustica. Santa Luċija è abitata da gente del paese con alcune vecchie case costruite attorno ad una vecchia cappella dedicata a Santa Lucia.

## Amministrazione

### Gemellaggi
Orvieto, dal 2003

## Galleria d'immagini

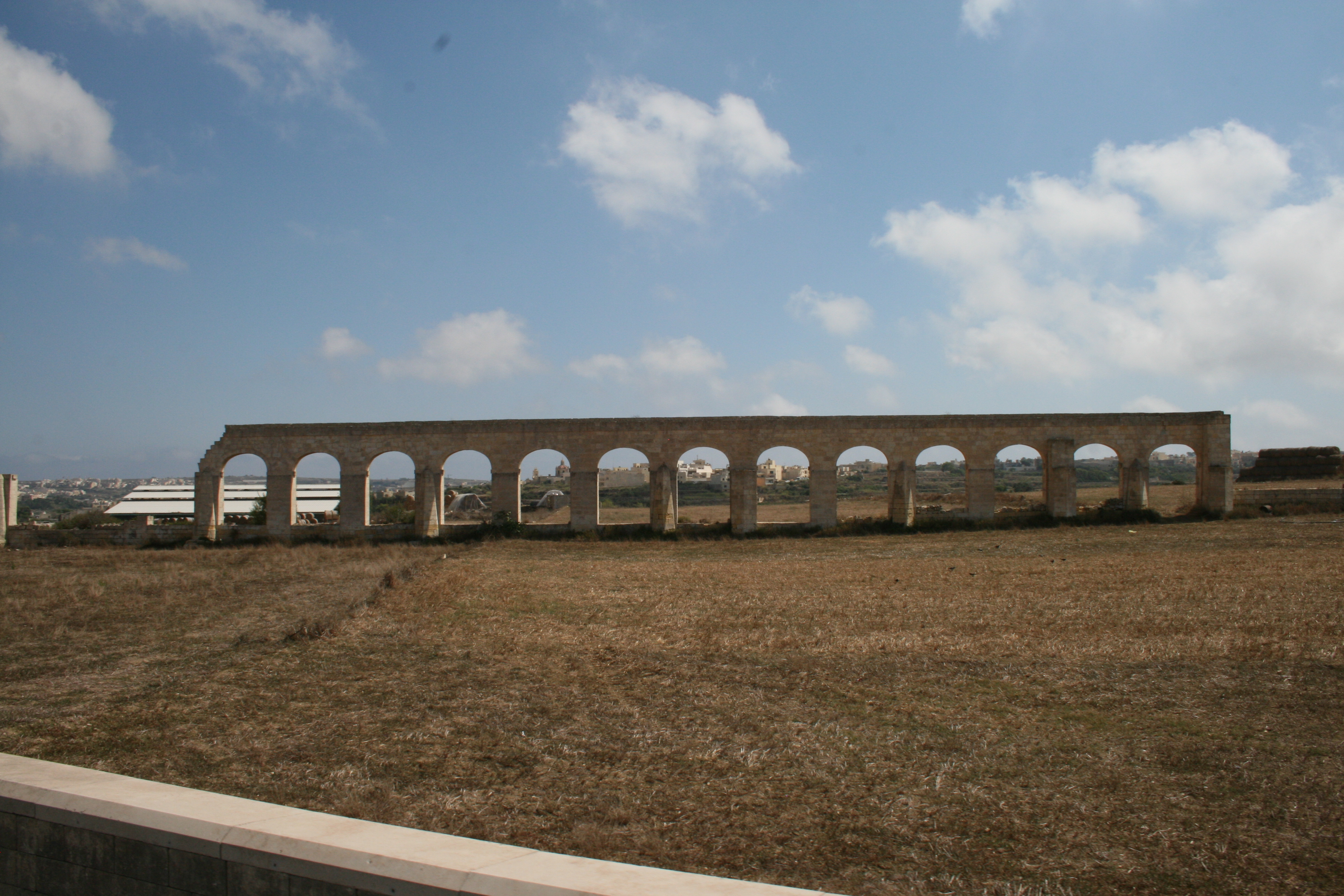
Acquedotto di Gozo a Kerċem
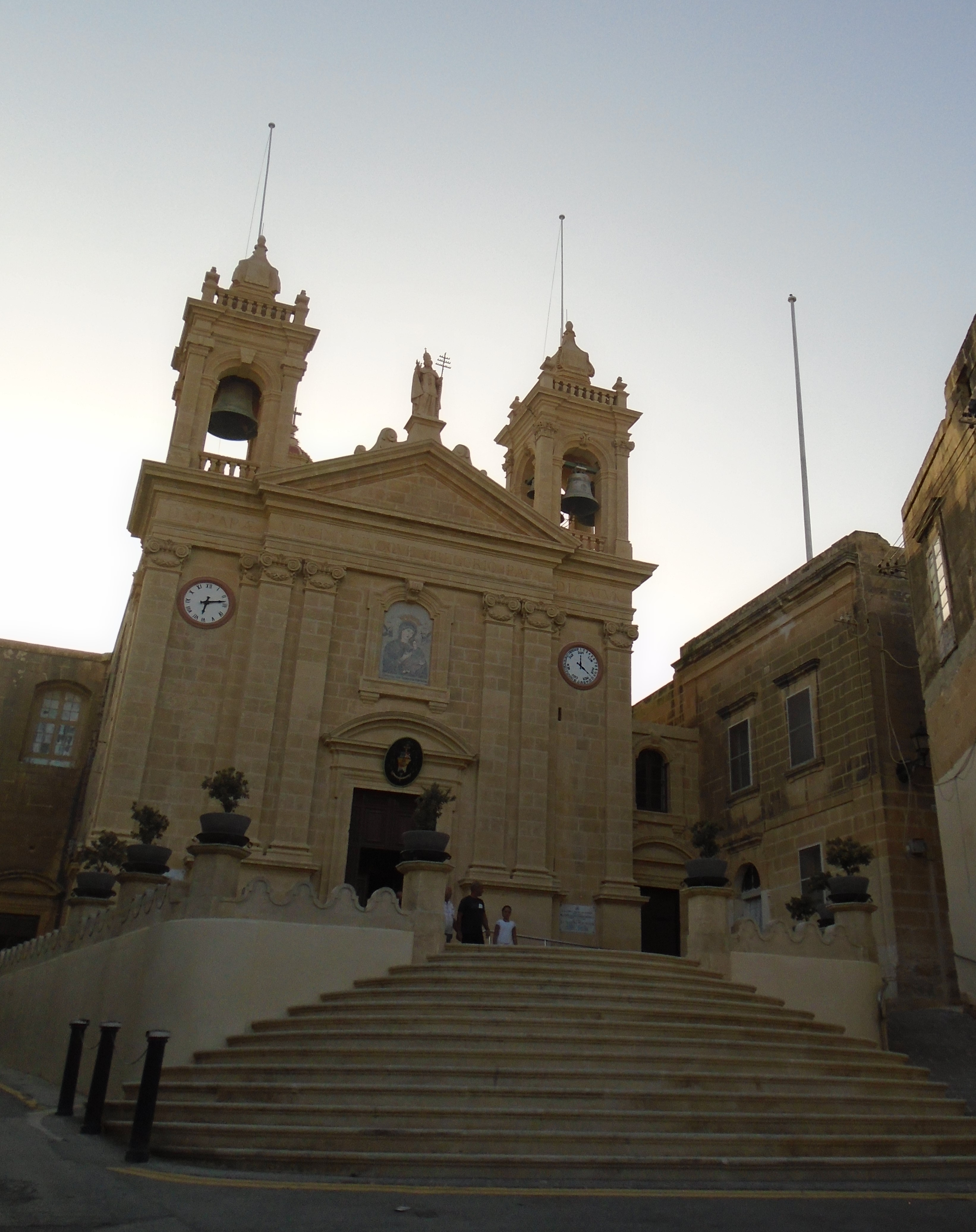
Chiesa parrocchiale
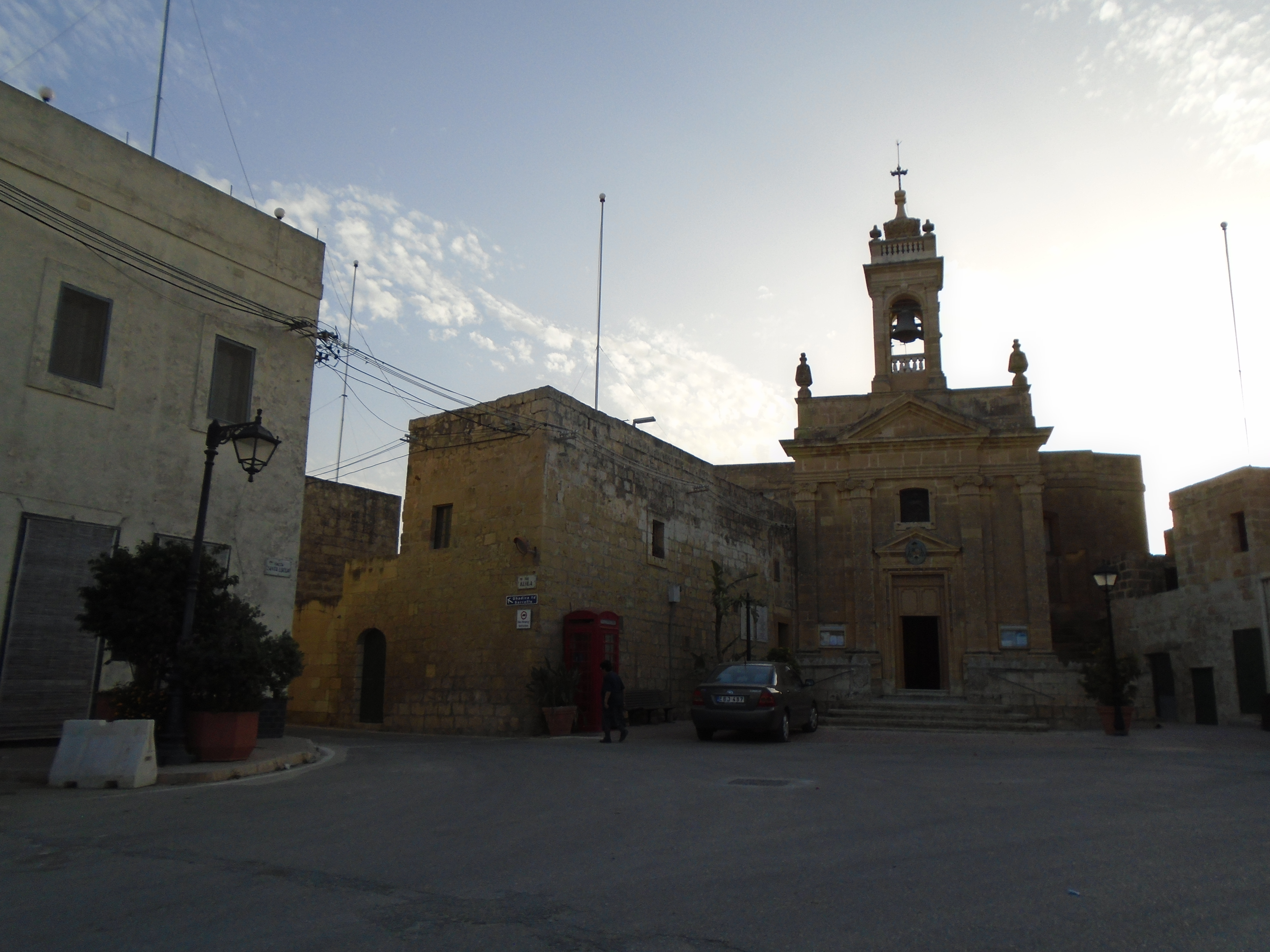
Chiesa di Santa Lucia

## Zone di Ta' Kerċem
- Fuq il-Blat
- Għajn Abdul
- Għar Ilma
- Iċ-Ċnus
- Ix-Xagħri
- Klula
- Lekx
- Sarraflu
- Ta' Berrini
- Ta' Ċajplu
- Ta' Ġanton
- Ta' Katas
- Ta' Majru
- Ta' Summina
- Ta' Xkura
- Tal-Warda
- Wardija
- Wied il-Ġifna
- Wied tal-Grixti